# Quercus tomentella
Quercus tomentella Engelm. – gatunek rośliny z rodziny bukowatych (Fagaceae Dumort.). Występuje endemicznie na Channel Islands (Stany Zjednoczone) i Guadalupe (Meksyk). 

## Morfologia
PokrójZrzucające liście drzewo dorastające do 20 m wysokości.
LiścieBlaszka liściowa jest skórzasta i ma kształt od podłużnie lancetowatego do eliptycznego. Mierzy 7–10 cm długości oraz 2,5–4 cm szerokości, jest całobrzega lub karbowana, zawinięta na brzegu, ma nasadę od zaokrąglonej do ostrokątnej i zaokrąglony lub ostry wierzchołek. Ogonek liściowy jest owłosiony i ma 3–10 mm długości.
OwoceOrzechy zwane żołędziami o jajowatym kształcie, dorastają do 20–30 mm długości i 15–20 mm średnicy. Osadzone są pojedynczo w miseczkach w kształcie kubka, które mierzą 4–8 mm długości i 15–30 mm średnicy.

## Biologia i ekologia
Rośnie w kanionach. Występuje na wysokości do 700 m n.p.m. Kwitnie od marca do lipca.